# Karl Müllenhoff

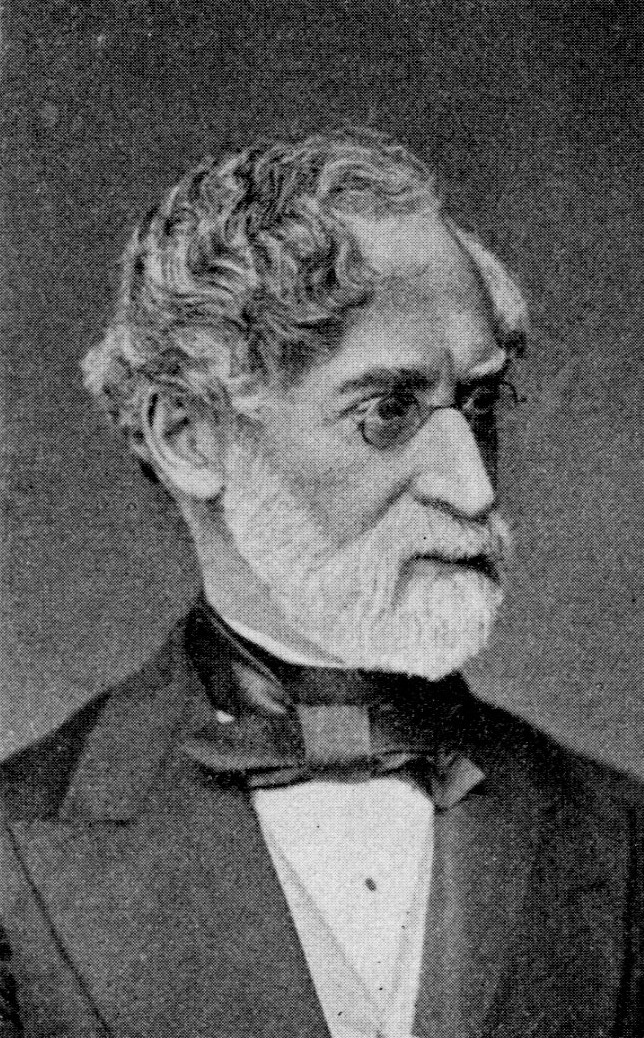
Karl Müllenhoff

Karl Viktor Müllenhoff (* 8. September 1818 in Marne (Holstein); † 19. Februar 1884 in Berlin) war ein deutscher Wissenschaftler und germanistischer Mediävist.

## Leben
Karl Viktor Müllenhoff war der zweitälteste Sohn des Marner Kaufmanns Johann Anton Müllenhoff und seiner Frau Anna, geborene Peters. Er besuchte von 1830 bis 1837 das Gymnasium in Meldorf. Anschließend studierte er in Kiel, Leipzig und Berlin. Während seines Studiums wurde er 1837 Mitglied der Burschenschaft Albertina Kiel.
Seine akademische Laufbahn begann Müllenhoff als Professor für deutsche Literatur und Altertumskunde an der Universität Kiel. 1858 wurde er zum Professor für deutsche Philologie an der Friedrich-Wilhelms-Universität (seit 1947 Humboldt-Universität zu Berlin) berufen. Müllenhoff trat 1861 der Gesetzlosen Gesellschaft zu Berlin bei und wurde 1871 zum korrespondierenden Mitglied der Göttinger Akademie der Wissenschaften gewählt. Seinen Wohnsitz hatte er bis etwa 1875 in der Schellingstraße 7 in Berlin-Tiergarten, bevor er um 1880 ein Wohnhaus am Lützowufer im selben Bezirk bezog.
1863 entwickelte Müllenhoff die Theorie von der Kontinuität der Schriftsprache seit althochdeutscher Zeit. Die von ihm verfasste, vor allem philologisch ausgerichtete Deutsche Altertumskunde stellt einen nicht unbedeutenden Beitrag zur Geschichte der Germanen dar, wenngleich sie eher indirekt einflussreich war und heute durch neuere Arbeiten oftmals überholt ist. Dieses Werk gilt als Müllenhoffs Hauptwerk, ist jedoch unvollständig, da andere geplante Bände nie erschienen sind und bis auf den ersten Band alle anderen veröffentlichten Bände nicht mehr von Müllenhoff selbst publiziert werden konnten.
Karl Müllenhoff starb am 19. Februar 1884 im Alter von 65 Jahren in Berlin und wurde auf dem Alten St. Matthäus-Kirchhof in Berlin-Schöneberg beigesetzt. Das Grabmal – ein schwarzer Syenitobelisk – ist erhalten. Sein Grab ist seit 1980 als Ehrengrab der Stadt Berlin gewidmet.

## Gedenken
Zu Ehren Karl Müllenhoffs wurden mehrere Straßen nach ihm benannt: Im Juni 1896 erhielt eine Straße im Professorenviertel in Berlin-Kreuzberg den Namen Müllenhoffstraße. Im November 1937 wurde in Kiel-Pries eine Straße als Karl-Müllenhoff-Weg benannt. Auch in Hamburg Hamburg-Groß Flottbek gibt es einen Müllenhofweg.
In Müllenhoffs Heimatstadt Marne steht im Hintz-Park ein Denkmal, das eine Porträtbüste des Wissenschaftlers trägt. Diese von Manfred Sihle-Wissel gestaltete Bronzebüste ist auf einer schmalen Granitstele platziert. Zusätzlich erinnert ein weiteres Denkmal auf dem Marner Friedhof an ihn.

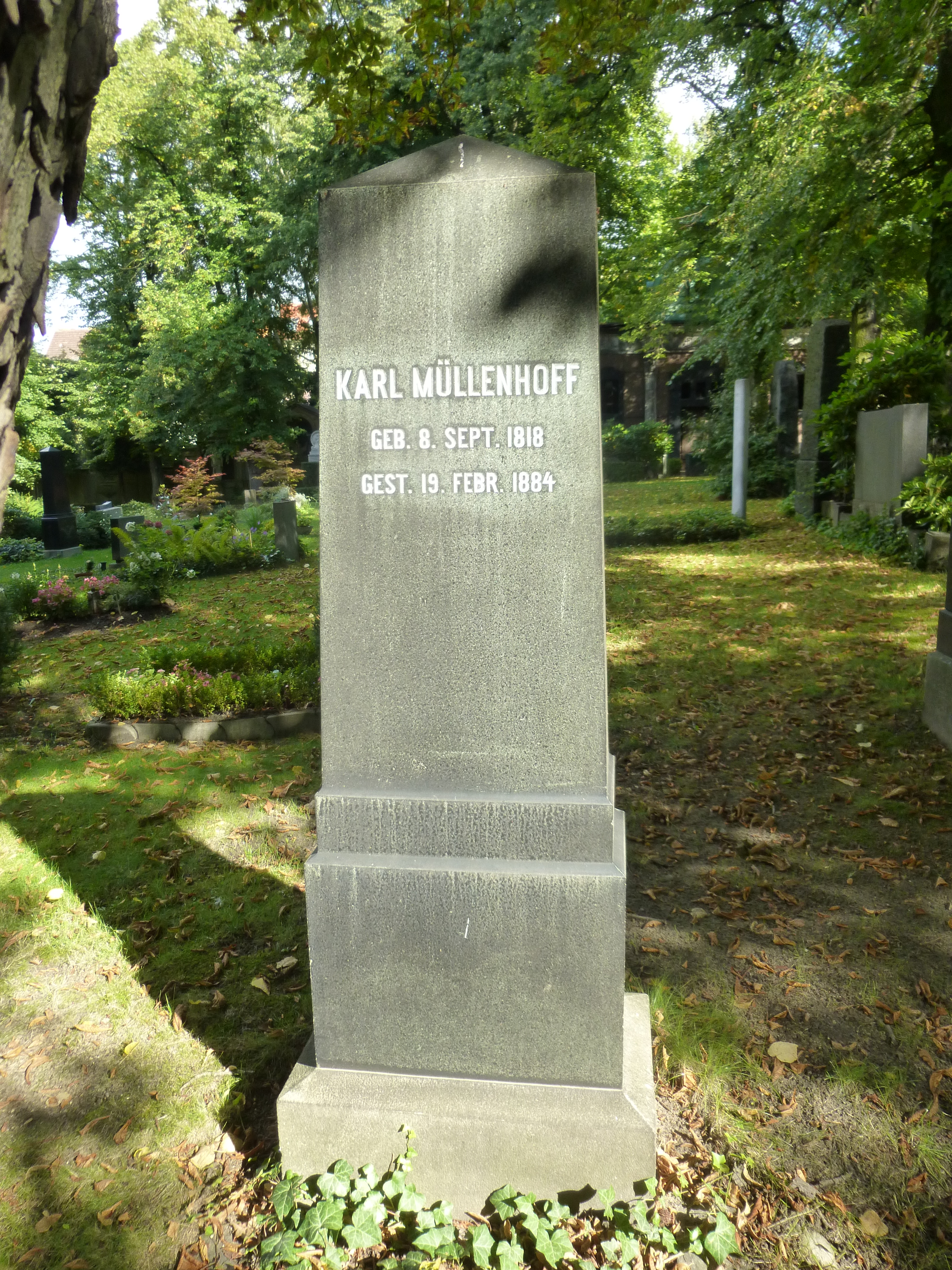
Alter St.-Matthäus-Kirchhof Berlin, Grabstätte von Karl Müllenhoff
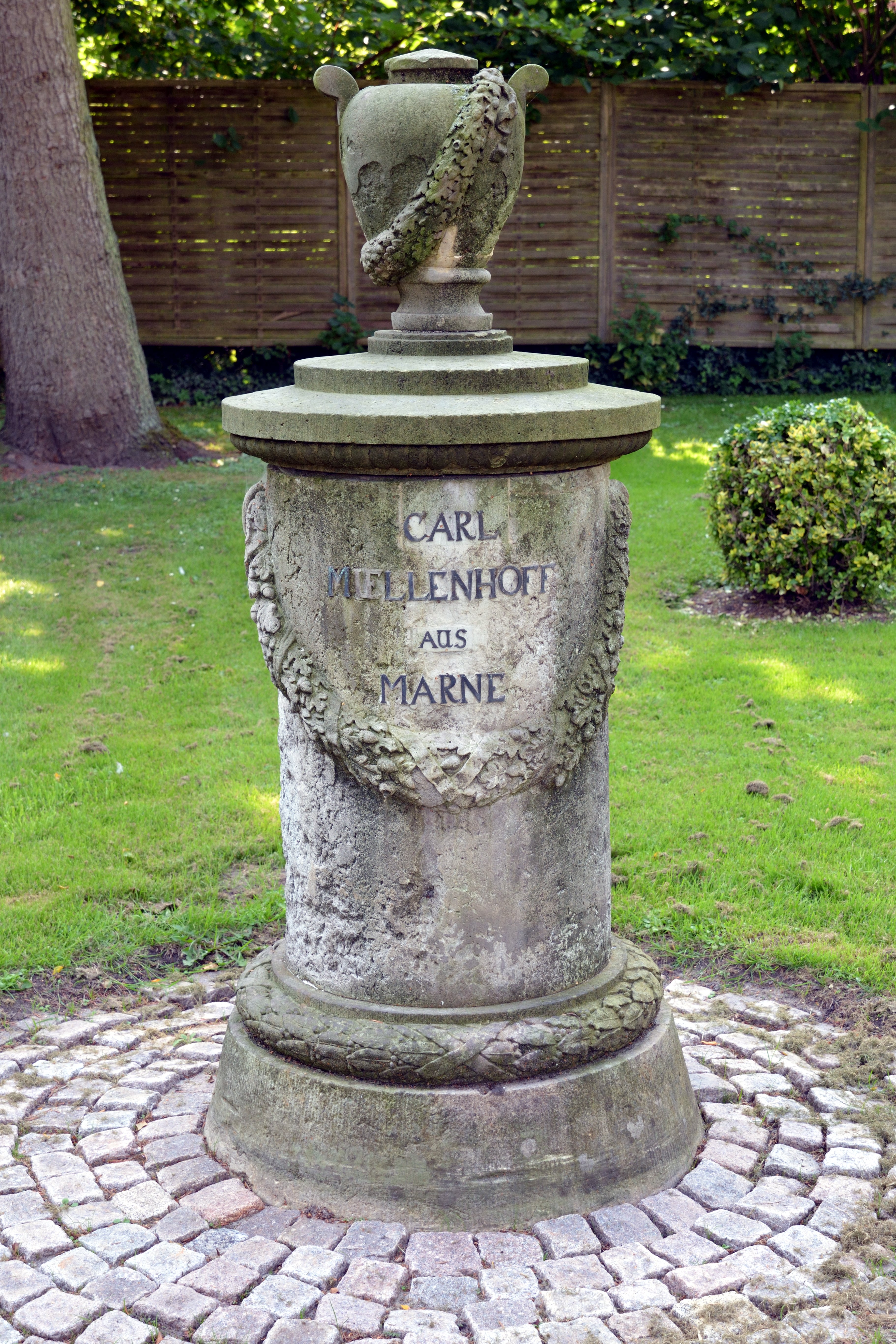
Denkmal auf dem Friedhof in Marne
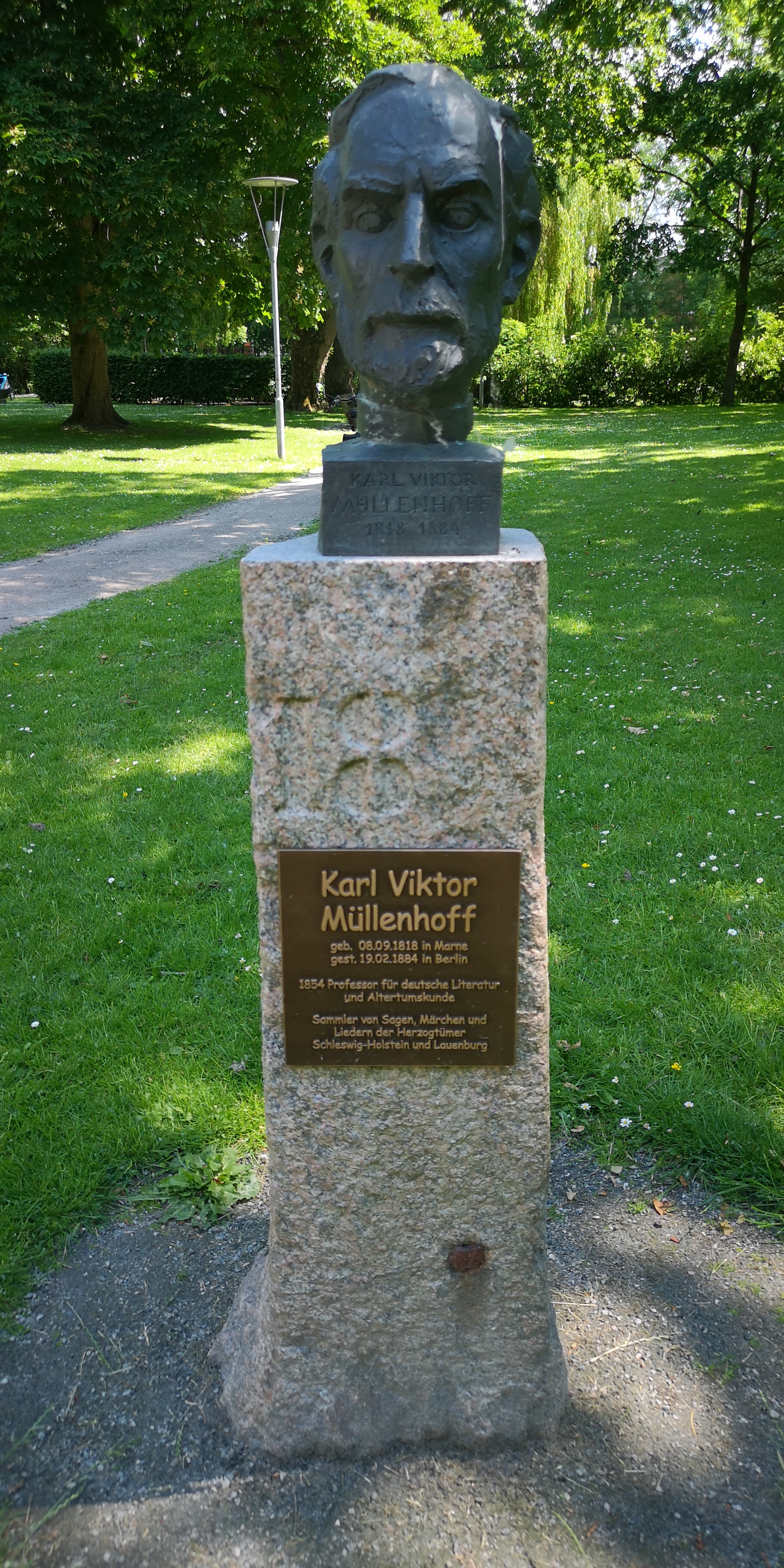
Gedenkstele im Marner Hintz-Park

## Werke
- Sagen, Märchen und Lieder der Herzogthümer Schleswig, Holstein und Lauenburg. Schwerssche Buchhandlung. Kiel 1845. (books.google.nl Digitalisat)
- Zur Geschichte der Nibelunge Not. Schwetschke, Braunschweig 1855. (Digitalisat)
- Arthur Amelung, Oskar Jänicke, Karl Viktor Müllenhoff: Ortnit und die Wolfdietriche. Weidmannsche Buchhandlung, Berlin 1871–1873.
- Paradigmata zur deutschen Grammatik, zum Gebrauch für Vorlesungen. 5. Aufl., Hertz, Berlin 1881.
- Deutsche Altertumskunde. 5 Bände. Weidmann, Berlin 1870–1908. (Digitalisat Band 1), (Band 2), (Band 3), (Band 4), (Band 5)
- Laurin, ein tirolisches Heldenmärchen aus dem Anfange des 13. Jahrhunderts. Weidmann, Berlin 1874. (Digitalisat)
- Altdeutsche Sprachproben. Weidmann, Berlin 1878. (Digitalisat)
- K. Müllenhoff (Hrsg.): Denkmäler deutscher Poesie und Prosa aus dem VIII.–XII. Jahrhundert. 3. Ausg. hrsg. von E. von Steinmeyer. Weidmann, Berlin 1892. 2 Bände,
- urn:nbn:de:hbz:061:1-6038
- Frank Trende (Hrsg.): Schleswig-Holsteinisches Sagenbuch. Aus der Müllenhoffschen Sammlung. Boyens, Heide 2004, ISBN 3-8042-1130-5.
- Frank Trende (Hrsg.): "Die Geschichten sind ja schnell gelesen...". Ein Müllenhoff-Lesebuch. Boyens, Heide 2018, ISBN 978-3-8042-1498-9.
- Frank Trende (Hrsg.): Von Königstöchtern und märchenhaften Frauen. Sieben Märchen aus der Müllenhoffschen Sammlung. Boyens, Heide 2021, ISBN 978-3-8042-1550-4.

Briefwechsel
- Dieter Lohmeier (Hrsg.): Klaus Groth und Karl Müllenhoff. Der Briefwechsel 1852–1858. Boyens, Heide 2024, ISBN 978-3-8042-1572-6.